# Annona monticola
Annona monticola är en kirimojaväxtart som beskrevs av Carl Friedrich Philipp von Martius.
Annona monticola ingår i släktet annonor, och familjen kirimojaväxter. Inga underarter finns listade i Catalogue of Life.

## Bildgalleri

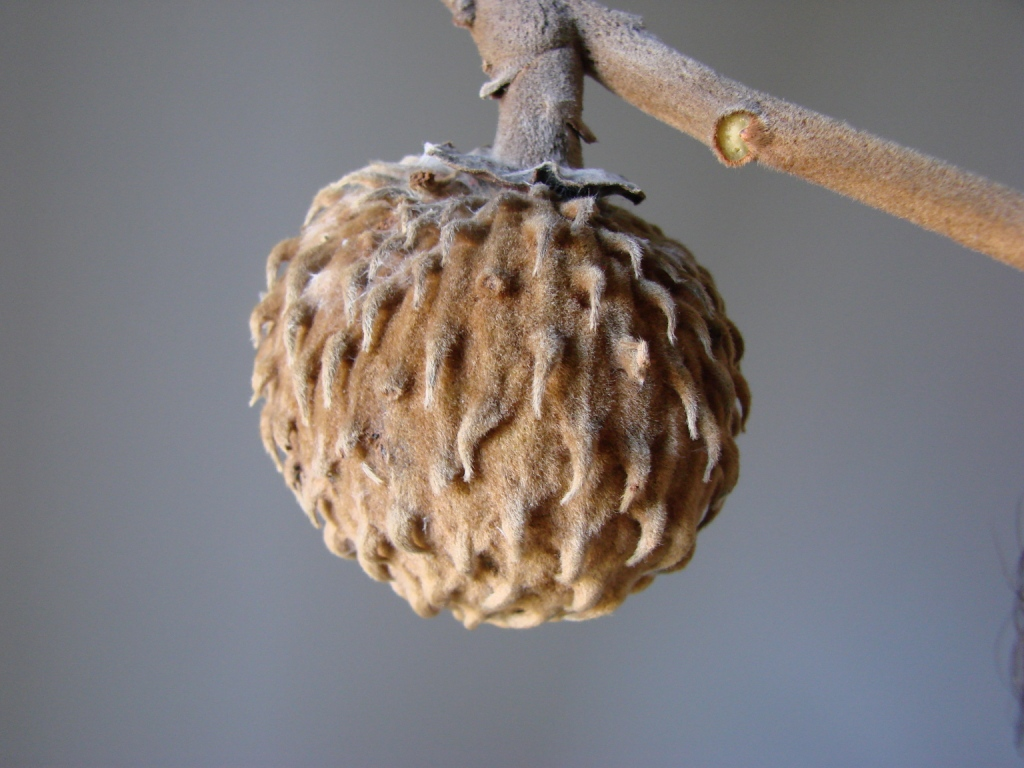
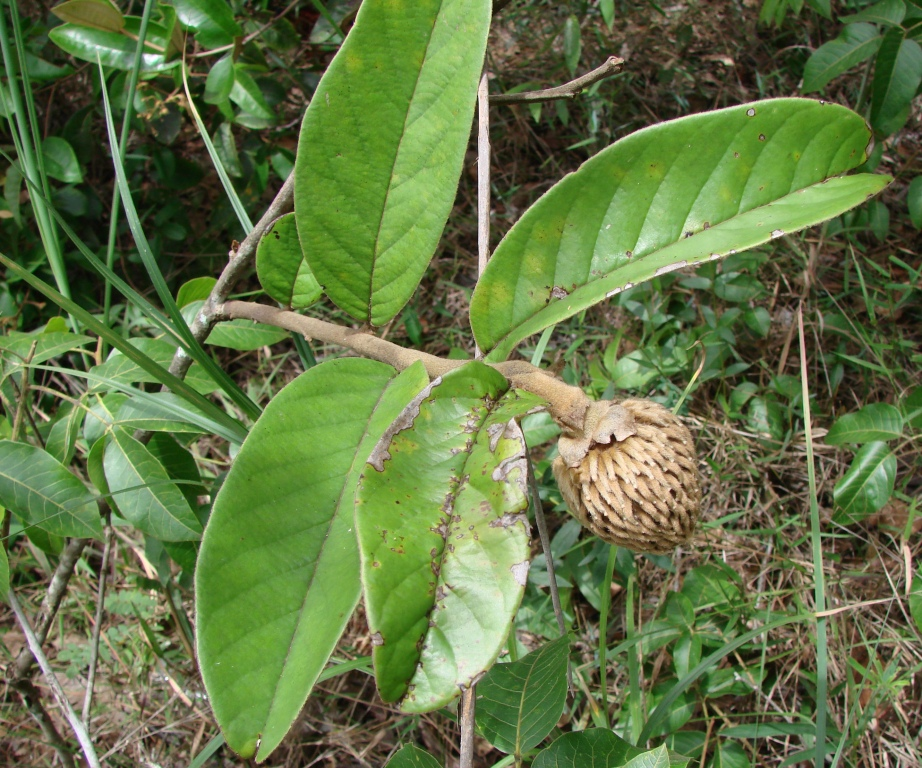